# Michel Camdessus

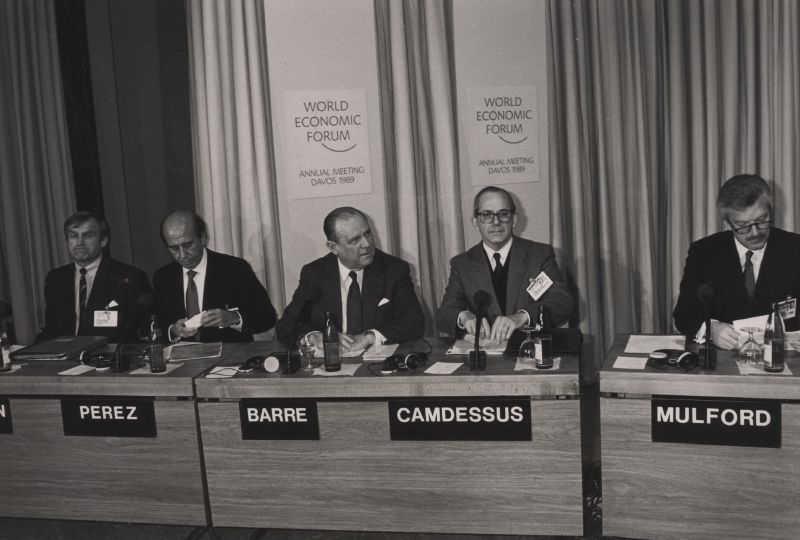
Michel Camdessus zwischen Raymond Barre und David Campbell Mulford auf dem Weltwirtschaftsforum in Davos im Jahr 1989.

Michel Camdessus (* 1. Mai 1933 in Bayonne) ist ein französischer Ökonom und Ehrenpräsident der Banque de France.

## Leben
Nach einem Abschluss in Wirtschaftswissenschaften an der Universität Paris absolvierte Camdessus Studien am Institut d’études politiques de Paris (Sciences Po) und an der ENA in Straßburg. Eine seiner ersten Stationen war Brüssel, wo er von 1966 bis 1968 Mitarbeiter der französischen ständigen Vertretung bei der Europäischen Union war. Anschließend begann Camdessus eine Laufbahn im französischen Finanzministerium. Von 1978 bis 1984 fungierte er als Präsident des Pariser Clubs. 1984 wurde Camdessus Gouverneur der Banque de France und behielt diesen Posten bis 1987, als er zum Direktor des Internationalen Währungsfonds berufen wurde. Sein erstes, fünfjähriges Mandat wurde zwei Mal erneuert, bevor er am 14. Februar 2000 abtrat.
Camdessus ist Vater von sechs Kindern und praktizierender Katholik. Er engagiert sich im Päpstlichen Rat für Gerechtigkeit und Frieden, im wissenschaftlichen Beirat der Päpstlichen Stiftung Centesimus Annus Pro Pontifice (CAPP), im Beirat der Wirtschaftsfakultät der Universität von Navarra, im Vorstand des Institut français des relations internationales (IFRI) und für das Haut Conseil de la francophonie. Von 2000 bis 2007 war er Präsident der sozialen Wochen in Frankreich (Semaines sociales de France).

## Auszeichnungen
- 1997: Großes Goldenes Ehrenzeichen mit dem Stern für Verdienste um die Republik Österreich[1]
- 1999: Großkreuz des Verdienstordens der Republik Polen
- Kommandeur der Ehrenlegion
- Ritter des Ordre national du Mérite